# Tāzehābād (ort i Kurdistan, lat 35,47, long 47,11)
Tāzehābād (persiska: تازِهابادِ قَراگُل, قَرا گول, قَرا گُل, قَراوُل, تازه آباد, Tāzehābād-e Qarāgol) är en ort i Iran.   Den ligger i provinsen Kurdistan, i den nordvästra delen av landet, 400 km väster om huvudstaden Teheran. Tāzehābād ligger 2 088 meter över havet och antalet invånare är 148.
Terrängen runt Tāzehābād är kuperad. Runt Tāzehābād är det ganska tätbefolkat, med 222 invånare per kvadratkilometer. Närmaste större samhälle är Khalīchīān, 7,7 km sydväst om Tāzehābād. Trakten runt Tāzehābād består i huvudsak av gräsmarker.